# Make Mine Swedish Style
Make Mine Swedish Style är ett musikalbum från 1964 med Monica Zetterlund och Bill McGuffie Quartet. Originalutgåvan på LP gavs endast ut i Storbritannien. Albumet återutgavs på CD 2001.

## Låtlista
1. Speak Low (Kurt Weill/Ogden Nash) – 3'07
2. The Thrill Is Gone (Ray Henderson/Lew Brown) – 3'23
3. The More I See You (Harry Warren/Mack Gordon) – 2'43
4. He's My Guy (Gene de Paul/Don Raye) – 2'47
5. Detour Ahead (Herb Ellis/John Frigo/Lou Carter) – 4'31
6. What's New (Bob Haggart/Johnny Burke) – 3'24
7. Left Alone (Billie Holiday/Mal Waldren) – 3'02
8. Blue Prelude (Gordon Jenkins/Joe Bishop) – 3'01
9. The Second Time Around (Jimmy Van Heusen/Sammy Cahn) – 4'25
10. You've Changed (Bill Carey/Carl Fisher) – 4'07

## Medverkande
- Monica Zetterlund – sång
- Bill McGuffie – piano
- Jimmy Deuhar – trumpet
- Barry Morgan – bongos